# Ptychoptera ichneumonoidea
Ptychoptera ichneumonoidea är en tvåvingeart som beskrevs av Alexander 1946. Ptychoptera ichneumonoidea ingår i släktet Ptychoptera och familjen glansmyggor.
Artens utbredningsområde är Myanmar. Inga underarter finns listade i Catalogue of Life.